# Sativanorte
Sativanorte – miasto w Kolumbii, w departamencie Boyacá.